# Шустерман, Нил
Нил Шустерман (англ. Neal Shusterman, 12 ноября 1962, Бруклин, Нью-Йорк, США) — американский писатель и сценарист, работающий в жанре литературы для юношества.

## Биография
Шустерман родился и вырос в Бруклине, Нью-Йорк. С раннего детства он был заядлым читателем. Когда ему было 8 лет, Шустерман написал письмо Е. Б. Уайту, высказав в нём свое мнение о необходимости написания продолжения «Паутины Шарлотты». Уайт ответил, заявив, что книга, по его мнению, вполне самодостаточна и не нуждается в продолжении, но предложил Шустерману продолжить переписку. Когда Шустерману было 16 лет, он вместе с семьей переехал в Мехико. Там он окончил среднюю школу, причем, как он сказал, «полученный опыт знакомства с миром изменил мою жизнь, дав мне свежее видение мира и чувство уверенности, которое иначе я мог бы и не получить». Он поступил в Калифорнийский университет в Ирвине, получив два диплома по специальностям психология и театр, также войдя в университетскую команду по плаванию. Во время обучения он вел популярную юмористическую колонку в факультетской газете. После окончания колледжа он получил работу ассистента в рекрутинговом агентстве «Ирвин Артур и партнеры» в Лос-Анджелесе, где его агентом стал Ллойд Сиган. В течение года Шустерман заключил свой первый контракт на книгу, и также на написание сценариев. В настоящее время он живёт со своими четырьмя детьми в Южной Калифорнии.

## Награды
- 2005 Boston Globe–Horn Book Award.
- 2008 California Young Reader Medal за роман "Здесь был Шва".
- 2015 National Book Award for Young People's Literature за роман "Бездна Челленджера".
- 2017 Micheal L. Printz Award Honour Book  за роман "Жнец".
- 2019 Young Hoosier Book Award за роман "Жнец".

### Циклы

#### Досье Ноя
- 2023 — «Я — Морж»  / I Am the Walrus [в соавторстве с Эриком Эльфманом]
- 2024 — Shock the Monkey [в соавторстве с Эриком Эльфманом]

#### The Accelerati Trilogy
- 2014 — Чердак Теслы / Tesla’s Attic [в соавторстве с Эриком Эльфманом][1][2][3]
- 2015 — Аллея Эдисона  / Edison’s Alley [в соавторстве с Эриком Эльфманом][4][5]
- 2016 — Коридор Хокинга / Hawking’s Hallway [в соавторстве с Эриком Эльфманом][6]

#### Энси Бонано
- 2004 — Здесь был Шва / The Schwa Was Here[7][8]
- 2008 — Энси — Хозяин Времени / Antsy Does Time[9][10]
- 2013 — Круиз с осложнениями / Ship Out Of Luck[11][12]

#### Dark Fusion
- 2005 — Замки Страха / Dread Locks[13][14]
- 2005 — Капюшон Красного всадника / Red Rider’s Hood[15][16]
- 2006 — Гадкий утенок / Duckling Ugly[17][18]

#### Теневой клуб
- 1988 — Теневой клуб / The Shadow Club[19][20]
- 2003 — Возрождение Теневого клуба / The Shadow Club Rising[21][22]

#### Скинджекеры Междумира
- 2006 — Междумир [Страна затерянных душ] / Everlost[23][24]
- 2009 — Междуглушь [Неизведанные земли] / Everwild[25][26]
- 2011 — Мир обретённый / Everfound[27][28]

#### Хроники Расколотой звезды
- 1995 — Осколки Скорпиона / Scorpion Shards[29]
- 1999 — Похититель душ / Thief Of Souls[30]
- 2002 — Расколотое небо / Shattered Sky[31][32]

#### Обречённые на расплетение
- 2007 — Беглецы [Разобранные] / Unwind[33][34]
- 2012 — Оборванные струны [Разделённые/Разобщённые] / UnWholly[35][36]
- 2013 — Обделённые душой [Бездушные] / UnSouled[37][38]
- 2014 — Нераздельные / UnDivided[39][40]
- 2015 — UnBound[41]

#### Жнец (Серп)
- 2016 — Жнец / Scythe
- 2018 — Грозовое облако / Thunderhead[42]
- 2019 — Набат / The Toll[43]
- 2022 — Крупицы: Истории Жнеца / Gleanings: Stories from the Arc of a Scythe

#### Секретные материалы
- The X-Files Young Adult Series

- 1997 — Bad Sign [под псевдонимом Истон Ройс]
- 1999 — Dark Matter [под псевдонимом Истон Ройс]

- The X-Files Young Readers Series

- 1996 — Voltage [под псевдонимом Истон Ройс]

### Романы
- 1989 — «Диссидент» / Dissidents
- 1991 — «Скоростная пуля» / Speeding Bullet[46]
- 1991 — «Что сделал папочка» (What Daddy Did)[47]
- 1992 — «Глаза Мидаса-младшего» / The Eyes Of Kid Midas[48]
- 1996 — The Aliens Approach [под псевдонимом Истон Ройс]
- 1996 — Mutiny [под псевдонимом Истон Ройс]
- 1997 — «Темная сторона пустоты» / The Dark Side of Nowhere[49][50]
- 1999 — Downsiders[51][52]
- 2003 — «Очертя голову» / Full Tilt[53][54]
- 2010 — «Громила» / Bruiser[55][56]
- 2015 — «Бездна Челленджера» / Challenger Deep[57][58]
- 2018 — «Жажда» / Dry [в соавторстве с Джарродом Шустерманом]
- 2021 — Game Changer
- 2021 — «Рокси» / Roxy [в соавторстве с Джарродом Шустерманом]
- 2024 — Break to You [в соавторстве с Деброй Янг и Мишель Ноулден]
- 2025 — All Better Now